# Kirkkolammi
Kirkkolammi är en sjö i kommunen Padasjoki i landskapet Päijänne-Tavastland i Finland. Sjön ligger 79 meter över havet. Arean är 1,07 kvadratkilometer och strandlinjen är 6 kilometer lång. Sjön  ingår i Kymmene älvs huvudavrinningsområde.   Den ligger omkring 46 km norr om Lahtis och omkring 130 km norr om Helsingfors. 
I sjön finns ön Takkusaari. 
Kirkkolammi ligger väster om Päijänne och söder om Yläjärvi. Söder om Kirkkolammi ligger Padasjoki med Padasjoki kyrka. 